# Jehoschua ben Chananja
Jehoschua ben Chananja (ältere Namensform: Josua b. Chananja)  (hebräisch יהושע בן חנניה Yəhōšuaʿ ben Ḥánanyāh; gestorben ca. 131), in der Mischna einfach R. Jehoschua genannt (mehr als 140-mal), war als jüdischer Gelehrter des Altertums eine Autorität und gehörte zu den Tannaiten der 2. Generation.

## Leben und Wirken
Jehoschua war einer der wichtigsten Schüler Jochanan ben Sakkai, von dem er – gemeinsam mit Elieser ben Hyrkanos – noch vor der Tempelzerstörung ordiniert wurde und dem er zur abenteuerlichen, später legendär verklärten Flucht aus Jerusalem verhalf.
Jehoschua, der levitischer Abstammung war, hatte viele harte Kontroversen mit Elieser ben Hyrkanos und war von beiden derjenige, der jeweils die fortschrittlichere Auslegung befürwortete, während Elieser eher konservativ eingestellt war.
Jehoschua war Anhänger des Hauses Hillel, vertrat auch gegenüber den Proselyten liberalere Ansichten und wandte sich überhaupt gegen jede Form von Rigorismus.
Jehoschua, der auch griechisch gebildet war, lebte in ärmlichen Verhältnissen in Peqiin und war im „weltlichen Beruf“ Nadler (Nadelverfertiger; nach anderen war er Schmied). Er hatte noch als Chorsänger im Tempel mitgesungen, war vermutlich zur Zeit der Eroberung Jerusalems und der Zerstörung des (2.) Tempels (70 n. Chr.) bereits 30 Jahre alt und überlieferte als Augenzeuge die Zeremonie des Wasserschöpfens an Sukkot.
Er führte Gespräche mit den Römern (darunter sogar Kaiser Hadrian), aber auch mit den Judenchristen. Offenbar diente er häufig als Vermittler zwischen Juden und Römern, reiste nach Rom und Alexandria und bemühte sich darum, einen erneuten Aufstand gegen Rom zu verhindern. In Javne geriet er als Vizepräsident des Beth Din in Konflikt mit Rabban Gamaliel II.